# Queen on Fire – Live at the Bowl
Queen on Fire – Live at the Bowl je dvostruki koncertni album britanskog rock sastava "Queen", koji je snimljen 5. lipnja 1982. godine na "National Bowl" u Milton Keynesu, Engleska. Album je objavljen u Europi 25. listopada 2004. godine, u Americi je objavljen 9. studenog 2004. godine. Album je također objavljen na DVD-u i LP-u.

## Popis pjesama
Disk 1
1. "Flash"  (May) - 1:54
2. "The Hero" (May) - 1:44
3. "We Will Rock You" (Fast) (May) - 3:17
4. "Action This Day" (Taylor) - 4:52
5. "Play the Game" (Mercury) - 4:30
6. "Staying Power" (Mercury) - 3:03
7. "Somebody to Love" (Mercury) - 7:53
8. "Now I'm Here" (May) - 6:18
9. "Dragon Attack" (May) - 4:16
10. "Now I'm Here" (Reprise) (May) - 2:20
11. "Love of My Life" (Mercury) - 4:22
12. "Save Me" (May) - 4:00
13. "Back Chat" (Deacon) - 5:00

Disk 2
1. "Get Down, Make Love" (Mercury) - 3:39
2. "Guitar Solo" (May) - 6:22
3. "Under Pressure" (Queen - Bowie) - 3:47
4. "Fat Bottomed Girls" (May) - 5:25
5. "Crazy Little Thing Called Love" (Mercury) - 4:15
6. "Bohemian Rhapsody" (Mercury) - 5:38
7. "Tie Your Mother Down" (May) - 4:09
8. "Another One Bites the Dust" (Deacon) - 3:49
9. "Sheer Heart Attack" (Taylor) - 3:25
10. "We Will Rock You" (May) - 2:08
11. "We Are the Champions" (Mercury) - 3:28
12. "God Save the Queen" (Trad. arr. May) - 1:24